# 有机溶剂
當有機化合物作為溶劑時，這個有機物就簡稱為有機溶劑。常見的有機溶劑有乙醚、二氯甲烷、苯、四氯甲烷、氯仿等。
在一些職業安全相關的法規中，所指的「有機溶劑」是指具有揮發性的有機溶劑。由於這類有機溶劑容易揮發，在使用時容易吸入體內，影響人體健康，並且許多有機溶劑也是易燃物質，因此在安全上需有特殊的考量。